# Paa annandalii
Paa annandalii é uma espécie de anfíbio da família Ranidae.
Pode ser encontrada nos seguintes países: Índia, Nepal, possivelmente Butão e possivelmente em China.
Os seus habitats naturais são: regiões subtropicais ou tropicais húmidas de alta altitude, rios e tundras.
Está ameaçada por perda de habitat.